# Гончарук Петро Степанович
Гончарук Петро Степанович (8 квітня 1932 р., с. Малі Лисівці — 9 березня 2021 р., м. Київ.) український вчений-історик, викладач, професор історії України, автор монографій та книг по історії України.

## Життєпис
Народився у родині колгоспників Степана Ілліча та Ганни Мусіївни Гончаруків у с . Малі Лисовці Сквирського району Київської області.
1948—1952 — учень Паволоцької середньої школи Попільнянського району Житомирської області.
1952—1956 — студент історичного факультету Київського державного педагогічного інституту.
1956—1961 — учитель історії, директор Дібровської середньої школи Поліського району Київської області та Кожухівської середньої школи Літинського району Вінницької області.
1961—1962 — голова колгоспу «40-річчя Жовтня» Літинського району Вінницької обл.
1963—1969 — інструктор Київської обласної та Української Республіканської рад профспілок; секретар Республіканського комітету профспілок працівників освіти, вищої школи та наукових установ.
1969—1974 — аспірант, молодший науковий співробітник відділу історіографії та джерелознавства і вчений секретар Інституту історії АН УРСР.
1971, 15 січня — захист кандидатської дисертації на тему «Історичні погляди кирило-мефодіївців. 1846—1847 рр.»
1971, 2 червня — рішенням Вищої атестаційної комісії СРСР присуджена наукова ступінь кандидата історичних наук.
1974—1977 — завідуючий науково-видавничим відділом Головного архівного управління при Раді Міністрів УРСР. Заступник головного редактора науково-інформаційного бюлетня «Архіви України».
1977—1996 — старший викладач, доцент, професор кафедри історії; зав. кафедрою музеєзнавства, декан, проректор з навчальної роботи Київського державного інституту культури.
1982 — указом Президії Верховної Ради СРСР нагороджений медаллю «За трудову відзнаку».
1985 — головним комітетом Виставки досягнень народного господарства Української РСР нагороджений Дипломом та медаллю другого ступеня за успіхи в економічному та соціальному розвитку Української РСР.
1988 — Київською міською радою від імені Президії Верховної Ради СРСР нагороджений медаллю «Ветеран праці».
1992 — атестаційною комісією Міністерства Освіти України присвоєне вчене звання професора по кафедрі історії та культури.
1993 — рішенням вченої ради Київського державного інституту культури присвоєно звання «Почесного проректора».
1996—1997 — декан факультету міжнародних відносин та слов'янознавства Київського Славістичного університету.
1996—2004 — професор кафедри історії Київського Славістичного університету.
1999; 2001; 2006 — за вагомий особистий внесок у створення духовних і матеріальних цінностей та досягнення високої майстерності у професійній діяльності отримав Подяки, Дипломи та цінні подарунки від голови Київської міської державної адміністрації.
2005 — Міністерство освіти та науки України присвоїло почесне звання «Відмінник народної освіти».
2004—2014 — професор кафедри суспільних наук Національної академії керівних кадрів культури і мистецтв. Одночасно за сумісництвом, протягом 26 років, викладач Історії України в Національній академії образотворчого мистецтва та архітектури.
2012 — присвоєно звання «Почесний професор» Національної академії керівних кадрів культури і мистецтв.